# Saddem Hmissi
Saddem Hmissi (in arabo صدام حميسي‎?; Nabeul, 16 febbraio 1991) è un pallavolista tunisino.
Gioca nel ruolo di libero nell'Espérance de Tunis.

## Palmarès

### Club
- Coppa di Tunisia: 1

2014
- Campionato Africano: 1

2014
- Coppa Arabo: 1

2014

### Nazionale (competizioni minori)
- Campionato africano 2013
- Giochi del Mediterraneo 2013
- Campionato arabo 2012
- XIX Kazakhstan President's Cup International Tournament: 2012
- Rashid International Cup Dubai: 2012
- Campionato africano under 21 2010
- Campionato arabo pre-juniores 2009
- Campionato africano under 19 2008

### Premi individuali
- 2014 - Campionato arabo per club 2014: Miglior libero
- 2009 - Campionato mondiale pre-juniores: Miglior digger[1]
- 2009 - Campionato arabo pre-juniores: Miglior libero
- 2008 - Campionato africano under -19: Miglior ricevitore